# Градски стадион у Познању
Градски стадион у Познању је фудбалски стадион у Познању, Пољска. Највише се користи за фудбалске утакмице и домаћи је стадион Леха из Познања.

## Утакмице наЕвропском првенству 2012.
На Европском првенству у фудбалу 2012. стадион је био домаћин три утакмице групне фазе.
| Датум         | Време (CEST) | 1. тим          | Резултат | 2. тим          | Коло    | Гледалаца |
| ------------- | ------------ | --------------- | -------- | --------------- | ------- | --------- |
| 10. јун 2012. | 20:45        | Република Ирска | 1 : 3    | Хрватска        | Група Ц | 39.550    |
| 14. јун 2012. | 18:00        | Италија         | 1 : 1    | Хрватска        | Група Ц | 37.096    |
| 18. јун 2012. | 20:45        | Италија         | 2 : 0    | Република Ирска | Група Ц | 38.794    |